# Ammatophora typica
Ammatophora typica is een mosdiertjessoort uit de familie van de Calloporidae. De wetenschappelijke naam van de soort is, als Floridinella typica, voor het eerst geldig gepubliceerd in 1928 door Ferdinand Canu en Ray Smith Bassler.